# Buccochromis
Buccochromis è un genere di ciclidi della tribù Haplochromini, endemica dell'Africa orientale.

## Specie
Vi sono attualmente sette specie riconosciute in questo genere:
- Buccochromis atritaeniatus (Regan, 1922)
- Buccochromis heterotaenia (Trewavas, 1935)
- Buccochromis lepturus (Regan, 1922)
- Buccochromis nototaenia (Boulenger, 1902)
- Buccochromis oculatus (Trewavas, 1935)
- Buccochromis rhoadesii (Boulenger, 1908)
- Buccochromis spectabilis (Trewavas, 1935)